# Oberwil-Lieli
Oberwil-Lieli là một đô thị ở huyện Bremgarten, bang Aargau, Thụy Sĩ.